# Старший сын (пьеса)
«Старший сын» — комедия в двух действиях Александра Вампилова, написанная в 1967 году.

## История создания
Самые ранние записи Вампилова, относящиеся к пьесе «Старший сын», датируются 1964 годом: название — «Мир в доме Сарафанова», будущие персонажи: Сарафанов Андрей Григорьевич — полковник в отставке, Эмма — его дочь, Вася — его сын, девятиклассник, Забродин — студент на каникулах, Кемеровская — машинистка, Чистяков — инженер.
Ещё раньше в записных книжках Вампилова упомянуты имена и характеристики будущих персонажей, отличные от конечного варианта: Николай Забродин — студент на каникулах, физик (22 года), босяк и нонконформист (озлоблен). Алексей Николаевич Сарафанов — настройщик (старше 50 лет), добряк, жизнелюб, всё понял и всё простил, мягкий человек. Любит работу. Оленька Сарафанова — девушка, пробивающаяся на сцену. Трезва, холодна, но мила и так далее. Грета Комаровская — женщина, которая ждёт случая, секретарь-машинистка. Васенька Сарафанов — инфантил, начинающий забулдыга, за спиной два первых курса. Юрий Чистяков — инженер, человек с московской пропиской, жених Оленьки.
Первый вариант пьесы был создан в 1965 году и опубликован отрывками под названием «Женихи» 20 мая 1965 года в газете «Советская молодёжь». В 1967 году пьеса носит название «Предместье» и в 1968 году печатается в альманахе «Ангара».
В 1970 году Вампилов дорабатывает пьесу для издательства «Искусство», где «Старший сын» вышел отдельным изданием.
Драматург Алексей Симуков сохранил письмо Вампилова, в котором тот разъясняет действия Бусыгина:

«…В самом начале… (когда ему кажется, что Сарафанов отправился прелюбодействовать) он (Бусыгин) и не думает о встрече с ним, он уклоняется от этой встречи, а встретившись, не обманывает Сарафанова просто так, из злого хулиганства, а, скорее, поступает как моралист в некотором роде. Почему бы этому (отцу) слегка не пострадать за того (отца Бусыгина)? Во-первых, обманув Сарафанова, он всё время тяготится этим обманом, и не только потому, что — Нина, но и перед Сарафановым у него прямо-таки угрызения совести. Впоследствии, когда положение мнимого сына сменяется положением любимого брата — центральной ситуацией пьесы, обман Бусыгина поворачивается против него, он приобретает новый смысл и, на мой взгляд, выглядит совсем уже безобидным»

## Персонажи
- Владимир Бусыгин — 21 год, студент мединститута, «старший сын» Сарафанова
- Семён Севостьянов (Сильва) — торговый агент
- Андрей Григорьевич Сарафанов — 55 лет, музыкант-кларнетист, играет в клубе железнодорожников
- Нина — 19 лет, дочь Сарафанова
- Васенька — 15 лет, девятиклассник, сын Сарафанова
- Михаил Кудимов — курсант лётного училища, жених Нины
- Наталья Макарская — 25 лет, секретарь суда, возлюбленная Васеньки
- Две подруги из Ново-Мыльниково
- Сосед Сарафановых

## Сюжет
Холодным весенним вечером Бусыгин и Сильва, только что познакомившиеся в кафе, провожают до дома своих новых подруг, рассчитывая на продолжение отношений. Однако у самого дома девушки дают им от ворот поворот — и молодые люди, поняв, что опоздали на электричку в город, ищут ночлег, но — «никто не открывает. Боятся». Случайно они видят выходящего из дома Сарафанова, слышат его имя и решают воспользоваться этим: зайти в его квартиру, представившись знакомыми, и, хотя бы, погреться. Однако в разговоре с Васенькой, сыном Сарафанова, Сильва неожиданно сообщает, что Бусыгин — его брат и сын Сарафанова. Вернувшийся Сарафанов принимает эту историю за чистую монету: в 1945 году у него был роман с девушкой из Чернигова, и теперь ему хочется верить, что Володя действительно его сын.
Утром друзья пытаются бежать из гостеприимного дома на поезд, но Бусыгин чувствует себя обманщиком: «Не дай-то Бог обманывать того, кто верит каждому твоему слову» — и, когда Сарафанов вручает ему семейную реликвию — серебряную табакерку, которая всегда передавалась старшему сыну, — он решает остаться дома.
Так у Бусыгина появляются «отец», «брат» и «сестра» (Сарафанов воспитал их один), и ему приходится подключиться к решению семейных проблем. Младший брат, 9-классник Васенька, влюблён в соседку — 25-летнюю Макарскую, секретаря в суде, но она отказывает ему, и Васенька хочет уехать из дома; Бусыгину удаётся уговорить его остаться. Сильва, которому Макарская понравилась, заигрывает с ней, и взбешённый Васенька поджигает дом изменницы, в результате сгорают брюки Сильвы, и он, получив новые, разоблачает Бусыгина перед людьми, поссорившись с ним, и скрывается на вокзал. Макарская изумлена: она не ожидала от соседа такого поступка и теперь готова отнестись к нему серьёзно.
Параллельно развивается и вторая любовная история: Бусыгин влюбляется в свою новообретённую «сестру», но она собирается выйти замуж за курсанта-лётчика и уехать с ним на Сахалин. Нина и Бусыгин чувствуют взаимную симпатию, и оба жалеют, что оказались «родственниками». Не выдержав, Бусыгин разоблачает себя, признаваясь при этом Сарафанову: «Откровенно говоря, я и сам уже не верю, что я вам не сын». «Что бы там ни было, а я считаю тебя своим сыном», — отвечает ему Сарафанов, и Бусыгин остаётся в их доме.

## Критика о пьесе
Марк Липовецкий: Проходимец Бусыгин в буквальном смысле становится надеждой и опорой разваливающегося дома. За идею старшего сына как за соломинку хватаются Сарафанов и его дети… И Бусыгин внезапно чувствует себя ответственным, это выражается в том, что он не только длит затеянный Сильвой обман, но и становится участником внутрисемейных обманов. Маска, роль, заведомо неправдивая, неожиданно отвечает внутренней потребности Бусыгина быть кому-то нужным, принадлежать дому, быть любимым, быть членом семьи.
Владимир Клименко:
«Вампилов постепенно и ненавязчиво подводит нас к мысли, что родство людей по духу важнее родственных уз, а отзывчивость сердца — главнейшее человеческое достоинство… Душа Бусыгина преображается под влиянием встречи с Сарафановым. Пожилой музыкант, неудачник и «блаженный», по мнению бросившей его жены, на самом деле являет собой вместилище лучших чувств».

## Театральные постановки

### Первая постановка
Премьера состоялась 18 ноября 1969 года в Иркутском драматическом театре, режиссёр В. Симоновский. В создании спектакля участвовал и сам драматург Александр Вампилов.
Первые исполнители:
- Алексей Исаченко — Владимир Бусыгин[3]
- Тамара Панасюк — Наталья
- Геннадий Марченко — Васенька Сарафанов
- Аркадий Тишин — Сарафанов
- Валерий Алексеев — Сильва
- Георгий Шипунов — Кудимов

Спектакль был в репертуаре театра 11 лет (218 спектаклей).

### Известные[кому?]постановки
- 1970 — Ленинградский областной театр драмы и комедии, режиссёр Е. Падве, художник Э. Кочергин (под названием «Свидания в предместье»)[5]
- 1971 — Рижский ТЮЗ.
- 1972 — Театр им. М. Н. Ермоловой, режиссёр Г. Косюков
- 1983 — опера «Старший сын», композитор Г. И. Гладков, Московский академический музыкальный театр им. К. С. Станиславского и В. И. Немировича-Данченко
- 1992 — Театр без декораций
- 1992 — Тольяттинский драматический театр «Колесо», режиссёр — народный артист России Глеб Дроздов
- 2002 — Театр на Покровке п/р Сергея Арцибашева
- 2005 — Екатеринбургский государственный академический театр драмы
- 2006 — Тульский академический театр драмы, режиссёр Александр Клоков
- 2007 — Театр Гешер, режиссёр Лена Крейндлина[6]
- 2007 — Иркутский академический драматический театр им. Н.П. Охлопкова, режиссёр Геннадий Шапошников
- 2008 — Московский театр-студия п/р Олега Табакова, режиссёр Константин Богомолов
- Театр на Таганке, режиссёр Юрий Погребничко
- 2010 — Санкт-Петербургский театр «Мастерская», режиссёр Григорий Козлов
- 2010 — Пермский театр юного зрителя, Режиссёр-постановщик- народный артист России Михаил Скоморохов
- 2011 — Красноярский драматический театр имени А. С. Пушкина, режиссёр Никита Рак, режиссёр-постановщик Олег Рыбкин
- 2012 — Национальный молодёжный театр РБ им. М.Карима, режиссёр Ильнур Муллабаев
- 2012 — Театральная компания «Свободная сцена», режиссёр Павел Сафонов
- 2012 — Киевский академический драматический Театр на Подоле. Режиссёр-постановщик — Игорь Волков, художник-постановщик — Сергей Нагорный, художник по костюмам — Нина Руденко, музыкальное оформление — Владимир Борисов[7]
- 2012 — Театр для детей и молодёжи (г. Кемерово), режиссёр-постановщик Алексей Курганов.
- 2014 — Русский театр драмы имени М. Ю. Лермонтова (г. Алматы, Казахстан), режиссёр-постановщик Дмитрий Скирта.
- 2015 — Томский ТЮЗ, режиссёр Андрей Шляпин.
- 2015 — Московский драматический театр «Сфера», режиссёр-постановщик Александр Коршунов
- 2016 — Воронежский дом актёра, режиссёр — Александр Тарасов.[8]
- 2017 — Дзержинский театр драмы, режиссёр — Андрей Подскрёбкин.
- 2017 — Кировский драматический театр им. С. М. Кирова — режиссёр Константин Солдатов.
- 2017 — Молодежный театр Алтая им. В. С. Золотухина, режиссер — Алексей Бурдыко.
- 2017-10-07 — Московский театр на Таганке, Режиссер – Денис Бокурадзе.
- 2018 — Новокуйбышевский театр-студия «Грань», режиссер Денис Бокурадзе[9].
- 2018 — Челябинский театр драмы имени Наума Орлова.
- 2018 — Русский драматический театр «Мастеровые» г. Набережные Челны, режиссер Денис Хуснияров.
- 2020-01-24 — Московский академический театр им. Вл. Маяковского, постановка Анатолия Шульева.
- 2020 — Жамбылский областной русский драматический театр, (г. Тараз, Казахстан), режиссер Барзу Абдураззаков.
- 2020 — Костромской государственный драматический театр имени А. Н. Островского, (г. Кострома), режиссер Сергей Кузьмич
- 2022 — Омский молодежный театр «Третий круг», режиссер Флора Бабаджанян
- 2024 — Смоленский государственный академический драматический театр имени А.С. Грибоедова
- 2024-12-12 — Московский Художественный Театр имени А.П.Чехова, режиссёр Андрей Калинин.
- 2025-01-23 — Московский Театр Гоголя, режиссёр Кирилл Пирогов.

## Экранизации
- 1973 — «Старший сын» (венг. Az elsőszülött), фильм телевидения Венгрии. Режиссер Иштван Хорваи, в ролях: Шандор Лукач — Владимир Бусыгин, Андраш Керн — Сильва, Камилль Фелеки — Серафимов Андрей Григорьевич, Марта Эгри — Нина, Ласло Фельфёльди — Васенька, Илона Береш — Макарская, Петер Балаж — Кудимов[10].
- 1975 — «Старший сын» — режиссёр Виталий Мельников, в ролях Евгений Леонов — Андрей Григорьевич Сарафанов, Наталья Егорова — Нина Сарафанова, Владимир Изотов — Васенька Сарафанов, Николай Караченцов — Владимир Бусыгин, Михаил Боярский — Сильва (Семён Севостьянов), Светлана Крючкова — Наталья.
- 2006 — «Старший сын» (англ. The Elder Son) — режиссёр Марюс Вайсберг, в ролях Раде Шербеджия — Макс (Андрей Григорьевич) Сарафанов, Лили Собески — Лолита (Нина Сарафанова), Рейли МакКлендон — Никита (Васенька) Сарафанов, Шейн Уэст — Бо (Владимир Бусыгин), Эрик Бальфур — Скип (Сильва), Реджина Холл — Сьюзен (Наталья).